# 雲林縣私立大成高級商工職業學校
雲林縣私立大成高級商工職業學校簡稱大成商工，是一所位於雲林縣虎尾鎮的私立商業工業技術型高級中等學校。

## 校史
1965年（民國54年）3月由前董事長楊定國發起集資，成立建校董事會，展開籌設工作。8月奉准先設補習學校，加收高中級商業科新生三班。次年秋奉准新設高中級電工科、電器修護科及商業科各一班、五年制電工科二班，初級商業科二班，補習學校增設高中部商業科各一班。1968年春，原設補習學校歸併為大成商工職業學校之附設。1969年夏，奉增設補校高級電工科一班，校名更易為雲林縣私立大成高級商工職業學校暨附設商工職業補習學校。1970年增電子科一班。1971年奉准增設汽車修護科一班。1999年發生董事會掏空校產，積欠教職員薪資案。教育部派楊茂壽接管校務運作，始逐漸恢復正常。2000年董事會派陳秀娟擔任校長，但教職員薪資有打折，至今雖然學生數為雲林縣之冠，但仍未恢復正常的薪資結構。
2013年汽車科學生紀凱倫參加在德國舉辦的國際技能競賽獲汽車鈑金世界銀牌，保送國立台北科技大學。2014年餐飲科學生黃國庭參加俄羅斯阿基米德國際發明展設計防滑吸附式刀座架獲銅牌獎。2015年排球校隊參加全國排球賽獲亞軍。2016年8月，餐飲科學生洪貽萱、陳凱揚、吳采容參加馬來西亞檳城國際養生大賽榮獲3項金獎。
2018年6月14日，大成商工時任校長賴信成對外發言，稱學校已償還所有負債，沒有掏空情形，而午餐也都按規定辦理。該校當時因諸多弊案飽受負面消息攻擊。

### 陳秀娟午餐弊案及掏空學校資產案
2015年9月爆發校方涉嫌索取學生團膳廠商之回扣逾十年，共計超過4千萬，校長遭收押。2015年10月29日起由副校長紀博仁暫代校長。校長陳秀娟、丈夫黃曙曜、福利社經理翁雅萍與會計主任莊繡如，向學生收取代辦費，再向便當業者收回扣，獲取不法所得金額高達3800餘萬元，當年被檢方依《背信罪》起訴。2016年2月29日陳秀娟正式請辭。
2016年4月6日，校長陳秀娟、其夫黃曙曜與學校福利社翁姓負責人、前莊姓會計等4人，貪汙不法所得新臺幣4000萬元。收押禁見。當年11月23日，臺灣雲林地方法院判處大成商工校長陳秀娟4年8個月有期徒刑，陳夫黃曙曜5年2個月有期徒刑，追徵其不法所得2840餘萬元。福利社經理翁雅萍判處有期徒刑1年10月，緩刑5年，追徵20萬元不法所得，及判4月，緩刑2年，追徵5萬元不法所得。前會計莊姓女子處有期徒刑10月，緩刑2年，追徵10萬元。同月25日，大成商工部分學生在校長室外大喊「還我們便當錢！」
2017年1月10日，家長會決議成立「大成商工便當回扣求償自救會」。2017年6月16日，代理校長紀博仁宣布，93到103學年度入學的九千餘名畢業校友，每人可領1千到4千多元不等，運算公式依照雲林地方法院所指示。
同年8月中，該校教師會至教育部前集會陳情抗議，訴求「派任新校長」、「解散董事會」。原副校長紀博仁2015年10月起代理校長，依《私立學校法》規定，應該在6個月內另行選出新校長。董事會兩度遴選紀博仁真除，呈報國教署，第一次因程序瑕疵退回，第二次因2014年間紀博仁涉及「偽造文書」罪嫌，2016年12月26日經雲林地檢署提起公訴又被退回。教育部回應，將要求該校董事會於8月底選出新校長。
- 2017年9月27日，由雲林地檢署將前校長陳秀娟、副校長紀博仁與共犯程永賢等人起訴，經雲林地方法院一審判決有罪出爐，共同依《業務登載不實文書罪》，各處有期徒刑4個月、3個月，併易科罰金折算一日一千元新台幣，緩刑兩年，並付保護管束。（相關資料在「大成人讚出來」粉絲團）
- 2017年12月13日，虎尾大成商工前校長陳秀娟及其夫黃曙曜繼便當回扣案後，又在被雲林地檢署查獲涉及以虛假債權掏空大成商工資產，不法所得逾4000萬元，昨天將2人傳訊到案，裁定黃收押、陳100萬交保。前校長陳秀娟、夫婿黃曙曜涉嫌從94年至104年向4家便當業者收取回扣案，被雲林地方法院依背信罪分別判刑，陳秀娟4年8月、黃曙曜5年2月，並追徵3800萬元不法所得。再擴大偵辦中發現陳秀娟夫婦又共同涉嫌以假債權掏空學校資產，以不實債權人名義向法院聲請對大成商工要求支付命令，導致大成商工在97年間及100年間面臨逾9000萬元假債權，事後黃曙曜、陳秀娟再指示校內會計、出納人員，以清償法院支付命令所載本金、利息名義，自97年起分期匯入黃、陳所指定匯入的帳戶內，不法所得逾4000萬元。由雲林地檢署檢察官李松諺指揮調查局雲林縣調查站昨天搜索黃、陳住處及學校等處所，並傳訊黃曙曜、陳秀娟等人，認黃、陳2人涉嫌背信、業務侵占等罪嫌重大，有湮滅、偽造、變造證據、勾串證人及逃亡之虞，黃曙曜聲請羈押獲准，陳秀娟100萬元交保並限制出境、出海，校方表示目前財務正常。[13][14]

2018年2月12日，大成商工教師會在全國教師工會總聯合會陪同下召開記者會，理事長陳國南認為該校從5千多名學生一路掉到現在2600人，3年少3千名學生，不是因為少子化原因，而是因為董事會失職無能、弊案連連。陳秀娟及其夫黃曙曜涉偽造文書、收取午餐回扣、假債權掏空校產等9000多萬元弊案，經2017年8月百名教師至教育部陳情，董事會仍消極怠惰，從私校變成「家族企業」。
- 2018年4月10日，雲林大成商工前校長陳秀娟、黃曙曜夫婦，被爆10年內向團膳業者強索回扣超過2800萬元，讓學生吃寒酸爛菜，雲林地方法院前年底以《背信罪》各判4年8個月、5年2個月，兩人均提上訴。校方自去年6月中旬起辦理餐費退費，近萬校友可透過網路或到警衛室送件申辦，粗估93至103學年度入學人數，超過9000人可申請，每人可退1000至4000多元。但有一位2016年畢業的餐飲科實用技能班陳同學問說去年向校方申辦退費，校方原說6月要發，結果延到7月，又拖到8月，結果一直到現在都還沒領到，校方的態度太敷衍。大成商工主任鄭仁厚表示，校方會依法院審理的結果來退費，之前已完成多數同學的退款，但因為部分要退款的費用正被法院扣押中，校方和當事已努力的向法院申請解除扣押，請同學耐心等候，目前全案還有未審完的部分，待審理告一段落，校方會盡速協助同學辦理退款。雲林地方法院官長劉興錫表示，大成商工前校長陳秀娟、黃曙曜夫婦涉嫌掏空校產案，目前仍由檢方偵辦中，餐費案已上訴進入二審，要等判決結果確定，由被害人聲請賠償，法院才會依法處分扣押財物補償被害人。[19]
- 2018年11月20日，大成商工便當回扣案，由高等法院臺南分院二審宣判，依背信罪判處2年7個月、5個月，後者可易科罰金。黃曙曜也被判處2年4個月，6個月，後者可易科罰金。兩夫妻犯後已陸續返還2940萬，餘1000萬元犯罪所得則沒入國庫。陳秀娟、黃曙曜夫婦二人觸犯刑法第342條背信罪，依刑事訴訟法第376條第1項第5款規定，不得上訴第三審，全案定讞。二審判決書指出，陳秀娟從2001年7月擔任大成商工校長，他的丈夫黃曙曜是大成商工福利社實際決策者。與共犯福利社經理翁雅萍（雲林地院一審判處有期徒刑1年10月，緩刑5年確定）、會計主任莊繡如（雲林地院一審判處有期徒刑10月，緩刑2年確定）分別成立或提供「大成福商行」、「寶元商行」、「永泰商行」、「豐泰商行」及「康泰商行」等5間人頭商行以承攬大成商工福利社業務。[5][20][21]

### 2018年教師人事案
2018年9月5日，大成商工9名教師因該校招生困難，被校務會議要求主動退休，但他們並不在當天會議參與名單，認為自己未受尊重，怒拍桌子發飆。當時全校教師薪水減半亦引發爭議。9月7日，國教署聲明已經掌握該校涉嫌違法停發教師學術加給、解聘教師一事，發函給學校要求改正，如未改正會先扣獎補助款，再未改正將提私校諮詢會以減班處理。大成商工教師會及雲林縣教育產業工會在事發前不久赴教育部抗議，要求教育部應嚴格監督大成商工，隨後就傳出校方違法解聘教師、片面停發學術加給。
這9位教師11日在雲林縣教育產業工會理事長謝中憲、總幹事許逸軍陪同下召開記者會，說校方「秋後算帳強迫9位教師離職」，且遲不處分教評會通過解聘涉嫌偽造文書的前代理校長紀博仁、人事主任程永賢二人。抗議教師代表陳國男表示，校方7月31日以公告及寄發存證信函通知他們9人辦理自動離職及退休，9人中有6人服務滿30年或60歲，另3位年輕老師在校教學認真，學校事先都沒先告知，即公告要他們8月不用到校，還把他們辦公桌清空，開學日校務會議也不讓他們進入。
全國教師工會總聯合會（全教總）10月5日召開記者會，認為9名教師有8人是教評會成員，校方不滿教評會結果才解聘，目的是企圖重組教評會，對與陳秀娟共同犯有偽造文書罪的前代理校長紀博仁、人事主任程永賢二人做出有利的決議。該會要求國教署依私校法54條派任代理校長。該會又指稱大成商工除了涉嫌違法解聘教師外，也在與教師達成協商前就停發學術加給，每位老師依年資影響1萬5千元至2萬6千元不等。全教總理事長張旭政表示，7月召開教評會決議解聘涉嫌偽造文書且被法院二審判決確定的老師，沒想到8月就有8名教評委員被離職、被退休。張旭政說，周一召開私校諮詢會卻僅減少學校的招生名額，如果國教署縱容大成商工校方，恐引起效仿，故全教總呼籲停止校長職務讓學校正常運作。全教總認為大成商工原本經營不錯，學生人數均能保持在4千人左右，自從前校長陳秀娟夫婦違法收受營養午餐回扣、掏空校產、偽造文書等刑案爆發後，學生數一落千丈，目前僅剩約2千人。大成商工校方高層不思解決問題，尚打壓教師。另外，學校原有30位在2014年改聘為專任教師的長期代理教師，大成商工也要求先簽下空白的「自願離職書」。甚至在未和教師協商完成下，將教師學術研究費刪減至0元並且片面停發。

## 外部連結
- 大成高級商工職業學校 （页面存档备份，存于）